# A szerelem próbája
A szerelem próbája (olaszul La pietra del paragone) Gioachino Rossini kétfelvonásos operája. Szövegkönyvét Luigi Romanelli írta. Ősbemutatójára 1812. szeptember 26-án került sor a milánói Scalában.

## Szereplők
| Szereplő                                | Hangfekvés   |
| --------------------------------------- | ------------ |
| Asdrubale gróf                          | bariton      |
| Clarice márkinő                         | alt          |
| Giocondo, költő                         | tenor        |
| Pacuvio, festő                          | bariton      |
| Donna Fulvia                            | mezzoszoprán |
| Macrobio, újságíró                      | bariton      |
| Aspasia bárónő                          | mezzoszoprán |
| Fabrizio                                | basszus      |
| Kertészek, vendégek, katonák, vadászok. |              |

## Cselekmény
Helyszín: Toszkána
Idő: 19. század eleje
A fiatal és gazdag Asdrubale gróf elhatározta, hogy próbára teszi barátait, mert kíváncsi, hogy továbbra is körülrajonganák-e, ha elszegényedne. Egy hamis levelet ír saját magának, amiben az áll, hogy apjának milliós adósságait rajta fogják behajtani. Beöltözik török végrehajtónak és eljátssza javainak lefoglalását. A hír gyorsan elterjed a városban és gróf barátai lassan elpártolnak tőle, így Pacuvio, a festő, Macrobio, az újságíró valamint Donna Fulvia és Aspasia bárónő is. Csak ketten maradnak mellette, Clarice márkinő és Giocondo, a költő. A márkinő szereti a grófot és a foglalás során rá is támad a törökre és felajánlja neki a tartozás összegét. Asdrubale ekkor leveti álruháját és megkéri Clarice kezét.

## Híres áriák
- Se l'italie contrade - Clarice márkinő áriája